# Góry Kamyszowe
Góry Kamyszowe (ros. Камышовый хребет, Kamyszowyj chriebiet) – pasmo górskie w azjatyckiej części Rosji, na Sachalinie, stanowiące część Gór Zachodniosachalińskich. Rozciąga się na długości ok. 400 km i wznosi się średnio na wysokość 500–1000 m n.p.m. Najwyższy szczyt, Góra Powrotu, osiąga 1325 m n.p.m. Pasmo zbudowane z łupków węglowych i piaskowców, przeważnie z okresu kredy. Zbocza porośnięte są tajgą świerkowo-jodłową z gęstymi zaroślami sasy kurylskiej.